# 寺西家阿倍野長屋
寺西家阿倍野長屋（てらにしけあべのながや）は、大阪府大阪市阿倍野区に所在する歴史的建築物。国の登録有形文化財に登録され、大阪まちなみ賞を受賞している。また本項では同じく登録有形文化財となっている寺西家住宅主屋、寺西家住宅蔵についても述べる。

## 概要
1932年 (昭和7年)建築。同時期に建築された住宅街に建つ。4軒長屋2階建てであり、構造上では2軒ずつに分かれ、間に防火壁を設けている。長屋でありながら各戸毎に妻入りの玄関、また当初から風呂を持つ。取り壊してマンションを建築する計画もあったが、2003年 (平成15年) 12月1日、長屋としては全国初となる登録有形文化財となった。 翌年には宮大工によって再生され、2020年3月現在はイタリア料理店、日本料理店、中華料理店、焼肉店が営業されている。また、2006年には大阪まちなみ賞大阪市長賞を受賞した。
- 主屋 – 1926年 (大正15年) 築、木造 、瓦葺き、建築面積102m2。東が平屋、西が入母屋造2階建。1階玄関横の応接室は切妻造で内外ともに洋風の意匠。2005年12月26日、登録有形文化財となった[3]。
- 蔵 – 1935年築、瓦葺き、建築面積18m2、主屋西側、土蔵造2階建、切妻造。基礎は花崗岩の石積、外壁は漆喰塗で頂部に鉢巻を廻す。南側に庇付の扉と窓、北側に窓を設置。2020年3月現在、蕎麦店を営業している。主屋と同日に登録有形文化財となった[4]。

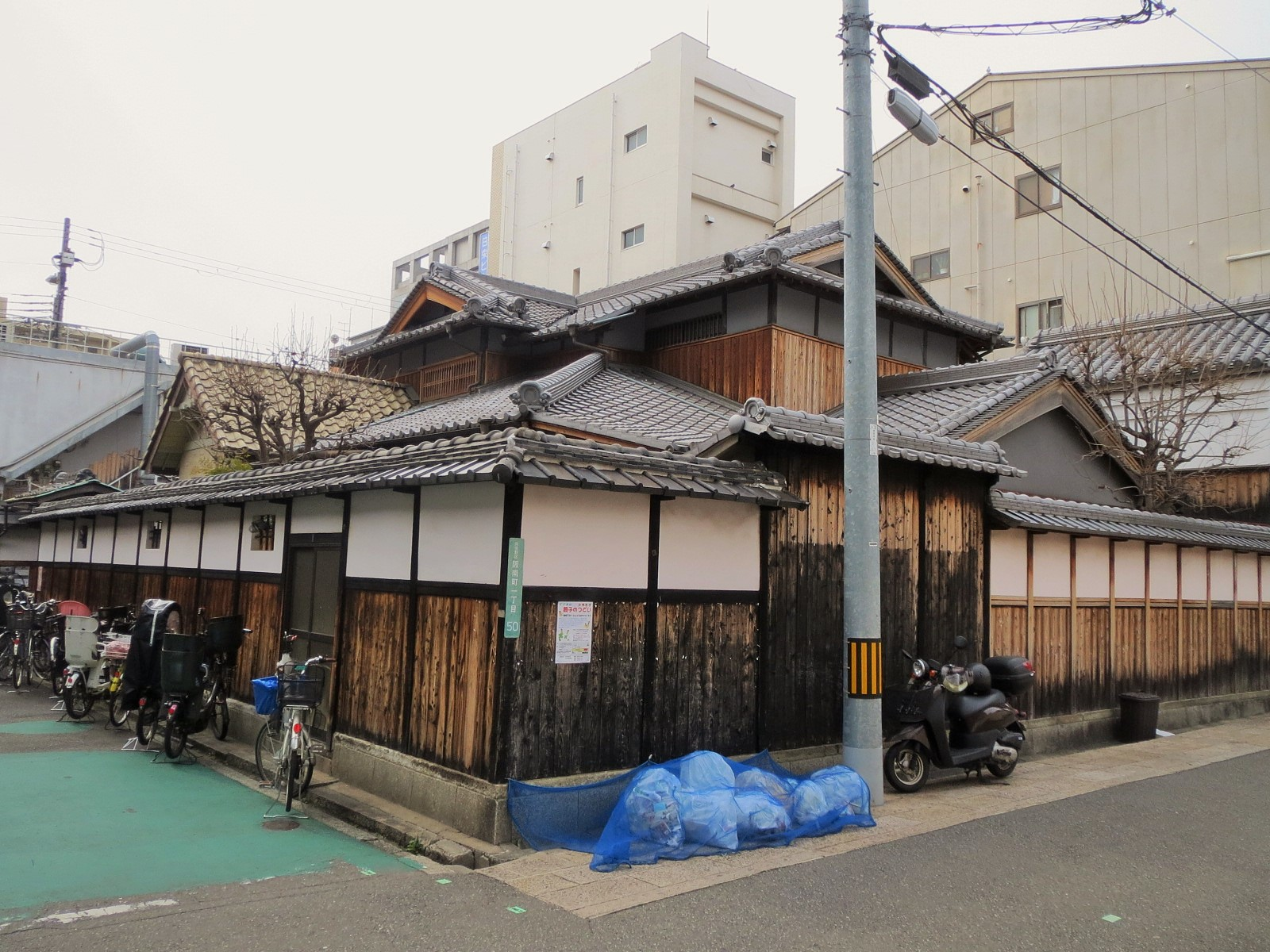
寺西家住宅主屋
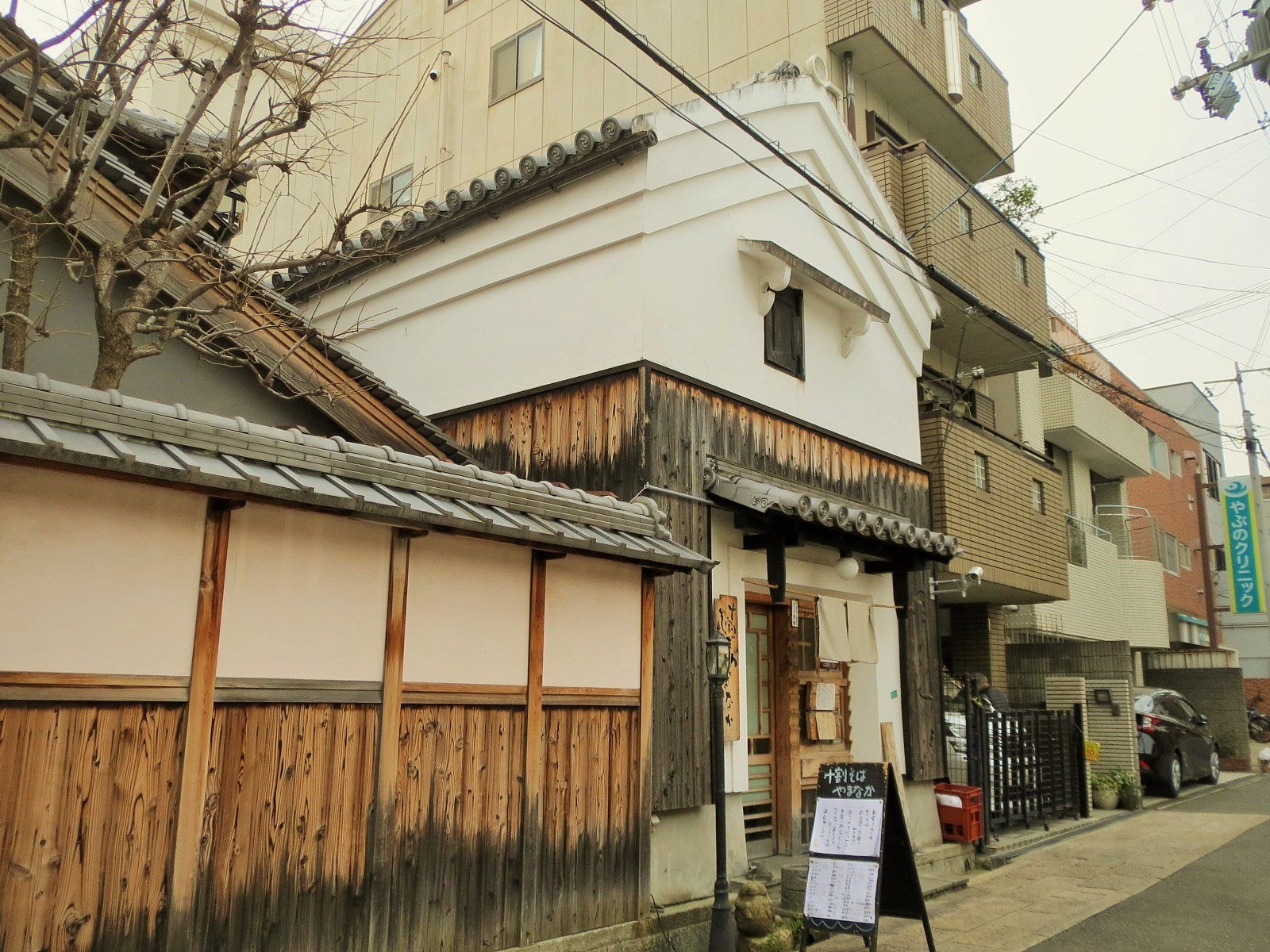
寺西家住宅蔵

## 交通アクセス
- 大阪メトロ昭和町駅より徒歩1分